# Pogostemoneae
Pogostemoneae Briq., 1895 è una tribù di piante Spermatofite Dicotiledoni appartenenti alla famiglia delle Lamiaceae (ordine delle Lamiales).

## Etimologia
Il nome della tribù deriva dal suo genere più importante Pogostemon Desf. la cui etimologia deriva da due parole greche: "pogon" ( = barba, capelli) e "stemon" ( = stame, filamento) con riferimento ai filamenti staminali pelosi e barbuti verso la metà della loro lunghezza.
Il nome scientifico della tribù è stato definito dal botanico svizzero John Isaac Briquet (1870-1931) direttore del Conservatorio Botanico di Ginevra nella pubblicazione "Naturlichen Pflanzenfamilien - IV, 3a: 208." (a cura dei botanici Heinrich Gustav Adolf Engler e Karl Anton Eugen Prantl) del 1895.

## Descrizione

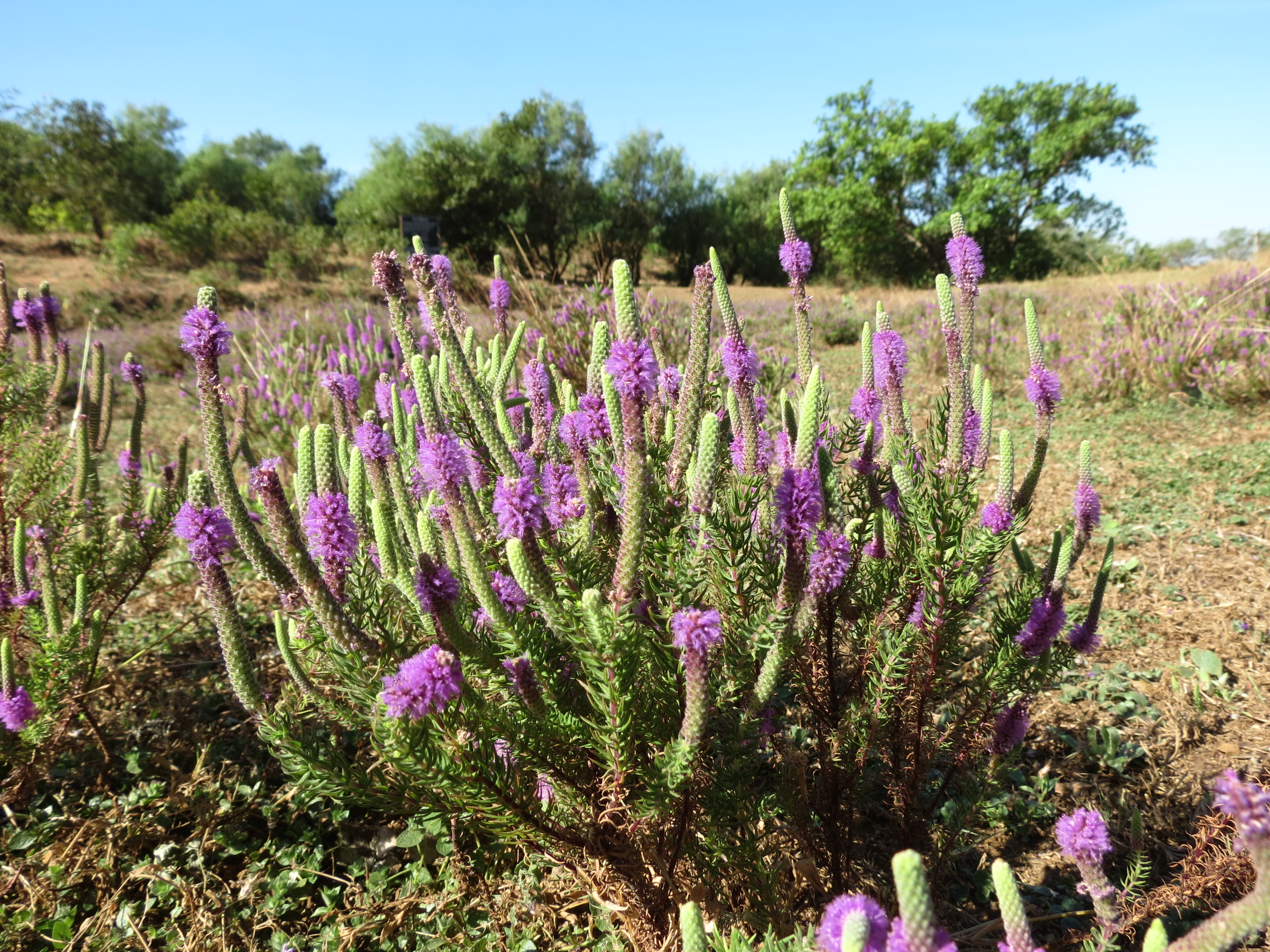
Il portamento
Pogostemon deccanensis

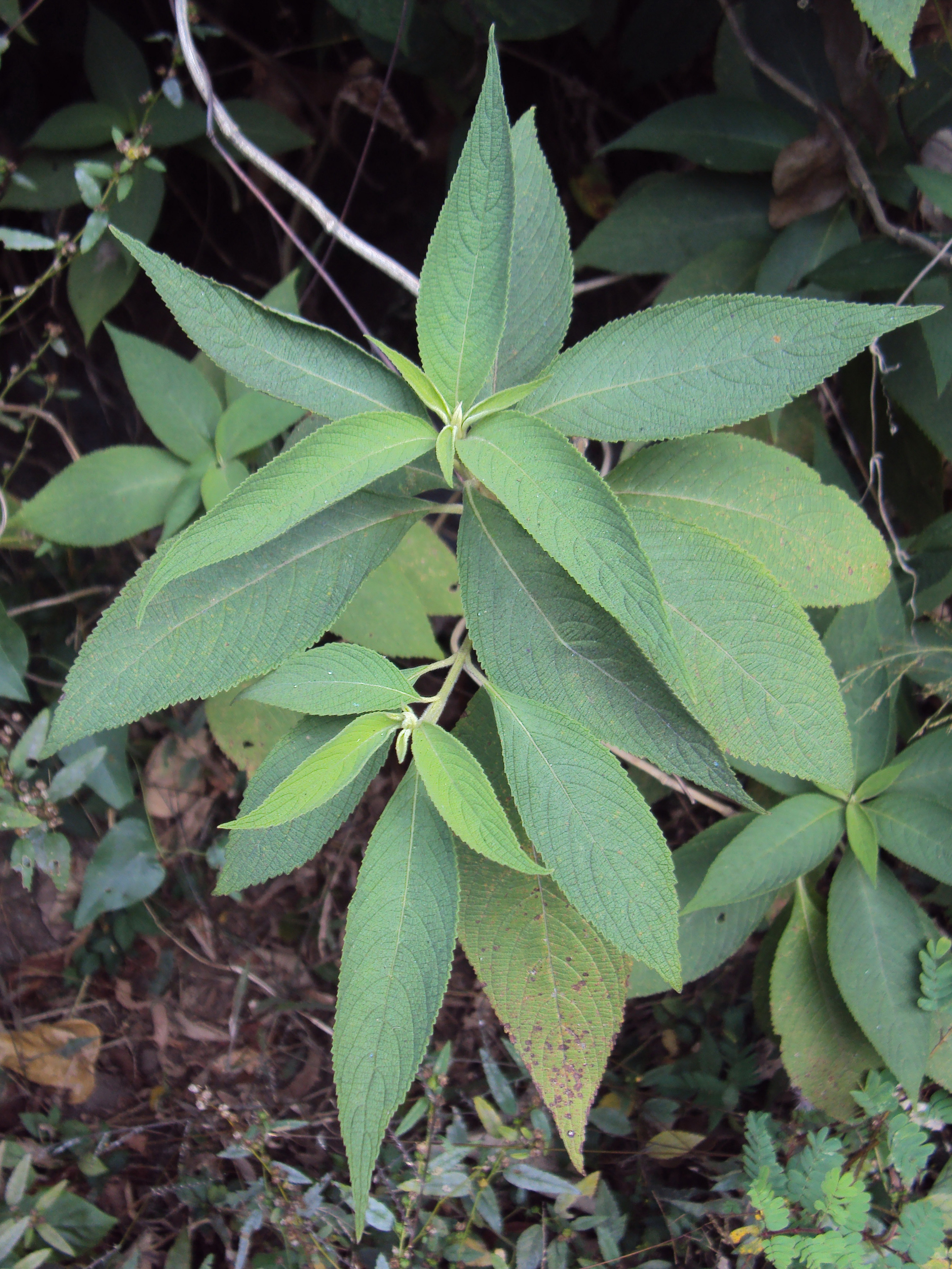
Le foglie
Colebrookea oppositifolia

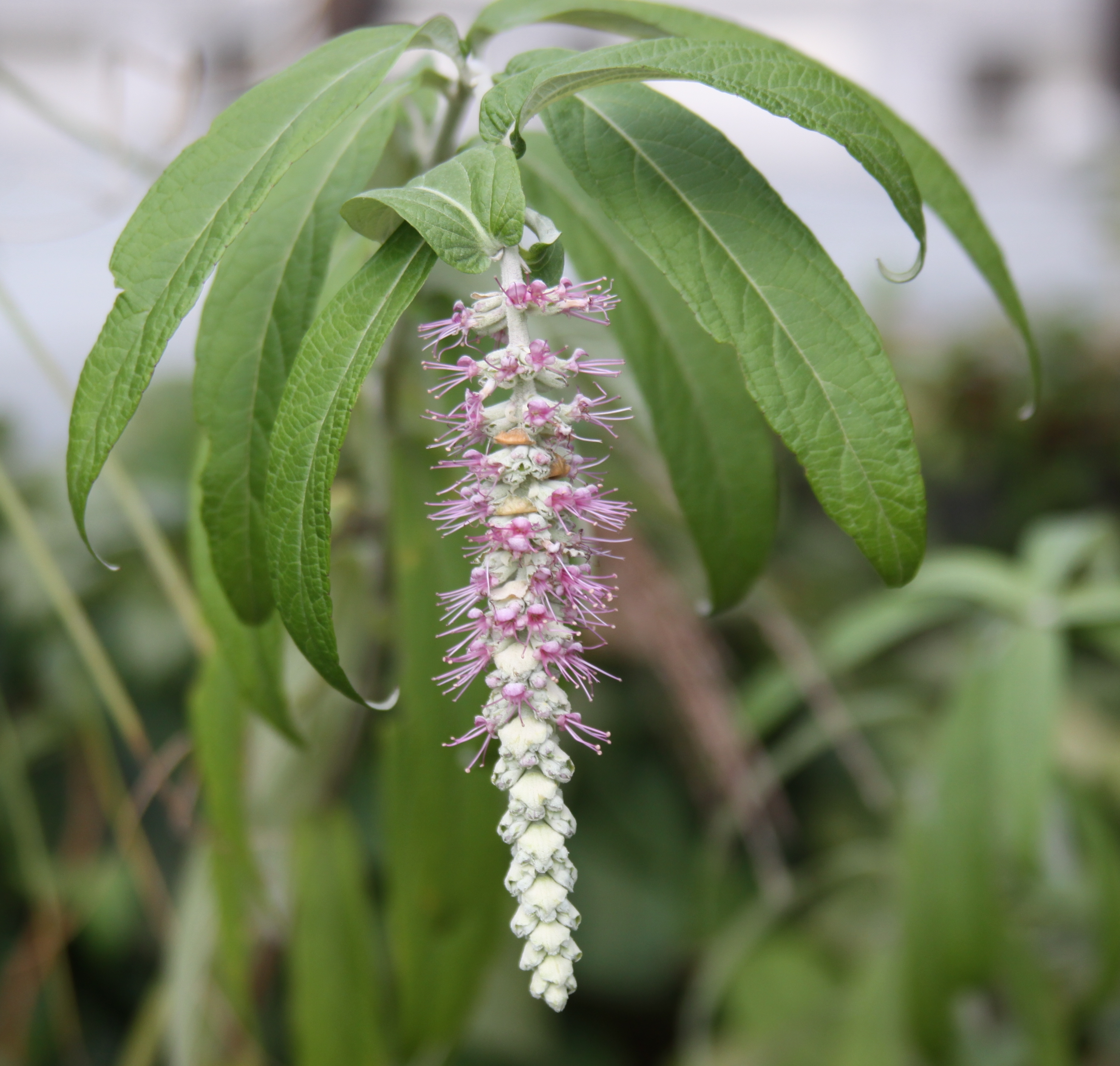
Infiorescenza
Rostrinucula dependens

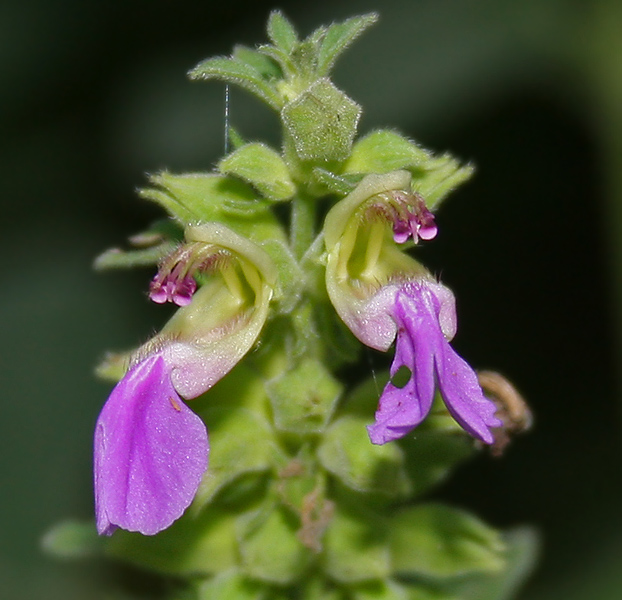
I fiori
Anisomeles indica

- Il portamento delle specie di questa tribù è erbaceo (anche robusto con steli duri) annuale o perenne oppure è arbustivo o rampicante. In Leucosceptrum sono presenti anche piccoli alberi. La parte ipogea spesso è rizomatosa. L'indumento è formato da peli semplici o ramificati; in Rostrinucula è tomentoso (o densamente pubescente). Il fusto ha una sezione quadrangolare a causa della presenza di fasci di collenchima posti nei quattro vertici, mentre le quattro facce sono concave. In queste piante sono inoltre presenti ghiandole contenenti oli eterei che emanano caratteristici aromi.[4][8][9][10][11]
- Le foglie lungo il caule sono disposte in modo opposto o, più raramente, in verticilli di 3 - 12 foglie. Le foglie sono provviste di picciolo (alcune sono anche subsessili) e sono dentate. Le lamine sono da più o meno ovato-cordate a oblunghe, o anche con forme rombiche. In alcune specie le foglie hanno una consistenza subcoriacea oppure i margini sono più o meno pelosi o tomentosi. Quelle superiori sono progressivamente ridotte.
- Le infiorescenze sono di tipo tirsoide sia terminale che ascellari; a volte le infiorescenze sono delle spighe panicolate altre volte sono dicotomiche (Microtoena). In genere sono formate da densi verticilli ascellari sovrapposti. Ogni verticillo è composto da alcuni fiori (tipicamente 5) disposti circolarmente poggianti su diverse piccole brattee o bratteole. Le brattee del verticillo seguente sono disposte in modo alternato. I fiori possono essere peduncolati. Le brattee e bratteole facilmente sono decidue. Alcune specie (Colebrookea oppostifolia) sono ginodioiche.
- I fiori sono ermafroditi, zigomorfi, tetrameri (4-ciclici), ossia con quattro verticilli (calice – corolla - androceo – gineceo) e pentameri (5-meri: la corolla e il calice sono a 5 parti). Sono inoltre omogami (autofecondanti). In alcuni generi i fiori sono molto piccoli (Craniotome).

- Formula fiorale. Per la famiglia di queste piante viene indicata la seguente formula fiorale:

X, K (5), [C (2+3), A 2+2] G (2), (supero), drupa, 4 nucule
- Calice: il calice è gamosepalo e persistente con forme da campanulate a tubulose. Il calice termina con 5 lobi subuguali (fino a 7 in Leucosceptrum) con raggruppamento dei lobi 3/2 oppure 1/4 (quello anteriore in genere è più lungo). La superficie del calice è percorsa da 5 - 10 nervi. In alcune specie il calice alla fruttificazione diventa globoso-urceolato ed è accrescente.

- Corolla: la corolla, gamopetala e zigomorfa, alla base ha la forma di un tubo e termina in modo bilabiato (non sempre con evidenza e in alcune specie in modo indistinto) con 4 lobi totali (raggruppamento 3/1 oppure 1/3); se i lobi sono 5 allora il raggruppamento è 2/3. In alcune specie il labbro superiore è corto e non forma un cappuccio e può essere bilobato, mentre il labbro anteriore è stretto oppure più lungo di quello superiore; in altre è presente un cappuccio profondamente concavo e ampio con due denti alla base, mentre il labbro inferiore è trilobato. In alcuni generi (Comanthosphace) le fauci internamente sono circondate da un anello di peli obliqui per impedire l'accesso ad insetti più piccoli e non adatti all'impollinazione. I colori della corolla sono da bianco a purpureo e rosso, ma anche giallo.

- Androceo: l'androceo possiede quattro stami didinami (tutti uguali o il paio posteriore è leggermente più lungo) tutti fertili e sporgenti (o poco sporgenti) dalla corolla in modo patente o declinato. I filamenti sono adnati alla corolla e usualmente sono barbati lungo la parte centrale con peli moniliformi. Le antere sono lunghe quanto sono ampie (altre volte sono strette, e altre volte sono più ampie), sono inoltre ravvicinate a coppie e sono biloculari. Le teche sono confluenti con deiscenza longitudinale (raramente trasversale). I granuli pollinici sono del tipo tricolpato o esacolpato. Il nettario è ricco di sostanze zuccherine a forma di anello o cupolare.

- Gineceo: l'ovario è supero formato da due carpelli saldati (ovario bicarpellare) ed è 4-loculare per la presenza di falsi setti divisori all'interno dei due carpelli. La placentazione è assile. Gli ovuli sono 4 (uno per ogni presunto loculo), hanno un tegumento e sono tenuinucellati (con la nocella, stadio primordiale dell'ovulo, ridotta a poche cellule). Lo stilo inserito alla base dell'ovario (stilo ginobasico) è del tipo filiforme. Lo stigma è bifido con lobi uguali o subuguali; in alcune specie i lobi sono molto diversi fra di loro.

- Il frutto è uno schizocarpo composto da 1 - 4 nucule con forme cilindriche-oblunghe, arrotondate all'apice (o troncate) o anche rostrate; la superficie può essere glabra e lucida oppure provvista di scaglie ma anche ricoperta di peli o ghiandole sessili; il colore spesso è nero. I frutti spesso rilasciano i semi con facilità (sono fragili). In Colebrookea oppostifolia le nucule sono connate al calice. Dimensione delle nucule: 0,5 - 1,1 x 0,3 - 1,0 mm.

## Riproduzione
- Impollinazione: l'impollinazione avviene tramite insetti tipo ditteri e imenotteri (impollinazione entomogama).[11]
- Riproduzione: la fecondazione avviene fondamentalmente tramite l'impollinazione dei fiori (vedi sopra).
- Dispersione: i semi cadendo a terra (dopo essere stati trasportati per alcuni metri dal vento – disseminazione anemocora) sono successivamente dispersi soprattutto da insetti tipo formiche (disseminazione mirmecoria).[14] I semi hanno una appendice oleosa (elaisomi, sostanze ricche di grassi, proteine e zuccheri) che attrae le formiche durante i loro spostamenti alla ricerca di cibo.[15]

## Distribuzione e habitat
La distribuzione delle pante di questa tribù è eurasiatica (fino alla Cina e oltre) con habitat da temperati a subtropicali, ma anche nell'umido delle foreste tropicali, oppure pendii collinari e pascoli montani o ancora nelle savane e boschetti aridi.

## Tassonomia
La famiglia di appartenenza della tribù (Lamiaceae), molto numerosa con circa 250 generi e quasi 7000 specie, ha il principale centro di differenziazione nel bacino del Mediterraneo e sono piante per lo più xerofile (in Brasile sono presenti anche specie arboree). Per la presenza di sostanze aromatiche, molte specie di questa famiglia sono usate in cucina come condimento, in profumeria, liquoreria e farmacia. La famiglia è suddivisa in 7 sottofamiglie; la tribù Pogostemoneae appartiene alla sottofamiglia Lamioideae.

### Filogenesi

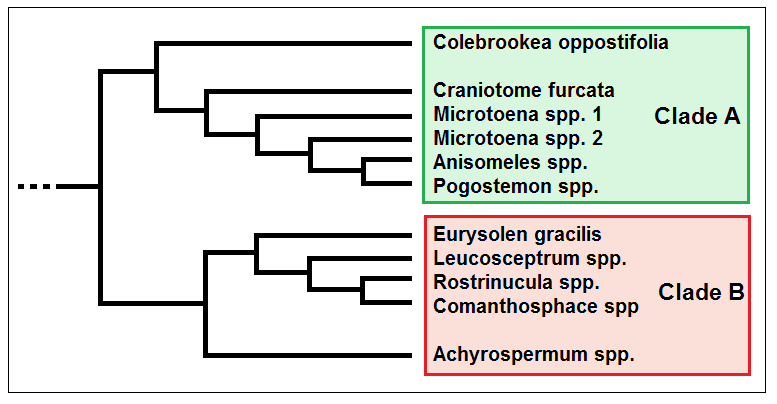
Cladogramma della tribù

Dalle ultime analisi filogenetiche sul DNA la tribù Pogostemoneae è monofiletica (monofilia altamente supportata) ed è formata da due grandi cladi (A - B). Studi precedenti avevano proposto una separazione di questo gruppo per formare la sottofamiglia Pogostemonoideae; in realtà da un punto di vista filogenetico la tribù è nidificata all'interno della sottofamiglia Lamioideae e si trova in posizione "basale" rispetto alla stessa.
Nel clade "A" il genere monotipo Colebrookea è "gruppo fratello" al cospicuo subclade formato dai generi Craniotome, Microtoena, Anisomeles e Pogostemon. A parte il genere Microtoena, gli altri risultano monofiletici, inoltre i due generi Anisomeles e Pogostemon stanno in rapporto "gruppo fratello" con un forte sostegno. Un carattere morfologico comune in queste specie sono le nucule con superficie lucida e glabra. Tuttavia questi risultati potrebbero non essere definitivi in quanto in altri studi il genere Colebrookea sembra più vicino al clade "B" anche da un punto di vista morfologico (la condizione di avare peli ghiandolari sulle nucule). Il clade "B" è ben supportato e i generi Leucosceptrum, Comanthosphace, Rostrinucula e Eurysolen formano un "gruppo fratello" con il genere Achyrospermum. I vari gruppi di questo clade condividono alcuni caratteri morfologici come la superficie opaca e ricoperta da ghiandole delle nucule e dall'avere nel pericarpo una regione sclerenchimatica poco distinta.
Il genere monotipo Paralamium Dunn con nucule piccole e lucide potrebbe appartenere al clade "A", ma mancando altri dati filogenetici per il momento è considerato incertae sedis nell'ambito della sottofamiglia.
Il cladogramma a lato, tratto dallo studio citato e semplificato, dimostra la struttura interna della tribù.
Il numero cromosomico delle specie di questa tribù è vario: 2n = 12, 28, 32, 34, 60, 64, 72, 84, 88.

### Composizione della tribù
La tribù attualmente è formata da 10 generi e 132 specie:
| Genere                        | Numero specie                                | Distribuzione                                                                                      |
| ----------------------------- | -------------------------------------------- | -------------------------------------------------------------------------------------------------- |
| Achyrospermum Blume, 1826     | 10                                           | Africa tropicale, Madagascar, dal Nepal/India fino alle Filippine                                  |
| Anisomeles R. Br., 1810       | 13                                           | Africa tropicale del sud, Asia meridionale e Australia                                             |
| Colebrookea Sm., 1806         | Una specie: Colebrookea oppostifolia Sm.     | Dal Pakistan e India alla Cina e Thailandia                                                        |
| Comanthosphace S. Moore, 1877 | 5                                            | Dalla Cina al Giappone                                                                             |
| Craniotome Rchb., 1825        | Una specie: Craniotome furcata (Link) Kuntza | Dal Pakistan e India alla Cina e Vietnam                                                           |
| Eurysolen Prain, 1898         | Una specie: Eurysolen gracilis Prain         | Dall'India alla Cina e Thailandia                                                                  |
| Leucosceptrum Sm., 1805       | 3                                            | Dall'Himalaya alla Cina                                                                            |
| Microtoena Prain, 1889        | Circa 25                                     | Dall'Himalaya alla Cina                                                                            |
| Pogostemon Desf., 1815        | 71                                           | Dall'Asia meridionale alla Cina; alcune specie in Africa (tropicale), Australia, Taiwan e Giappone |
| Rostrinucula Kudò, 1929       | 2                                            | Cina                                                                                               |

## Usi
Alcune specie sono coltivate nelle serre europee come ad esempio Pogostemon plectrantoides Desf. da oltre 150 anni. Altre specie come Pogostemon heyneanus Benth. (conosciuta più comunemente come patchouly) servono a preparare famosi profumi.

## Alcune specie

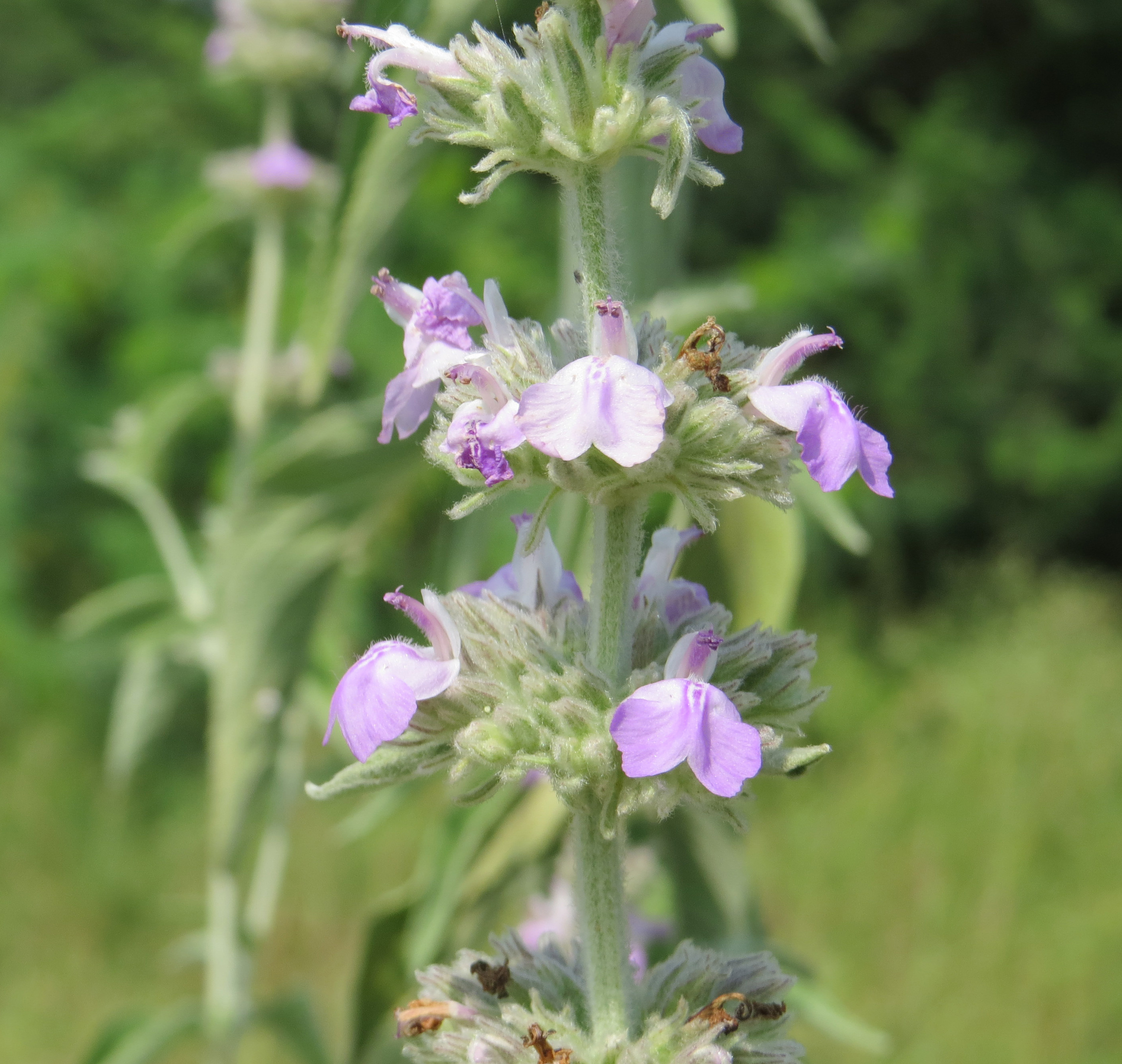
Anisomeles malabarica
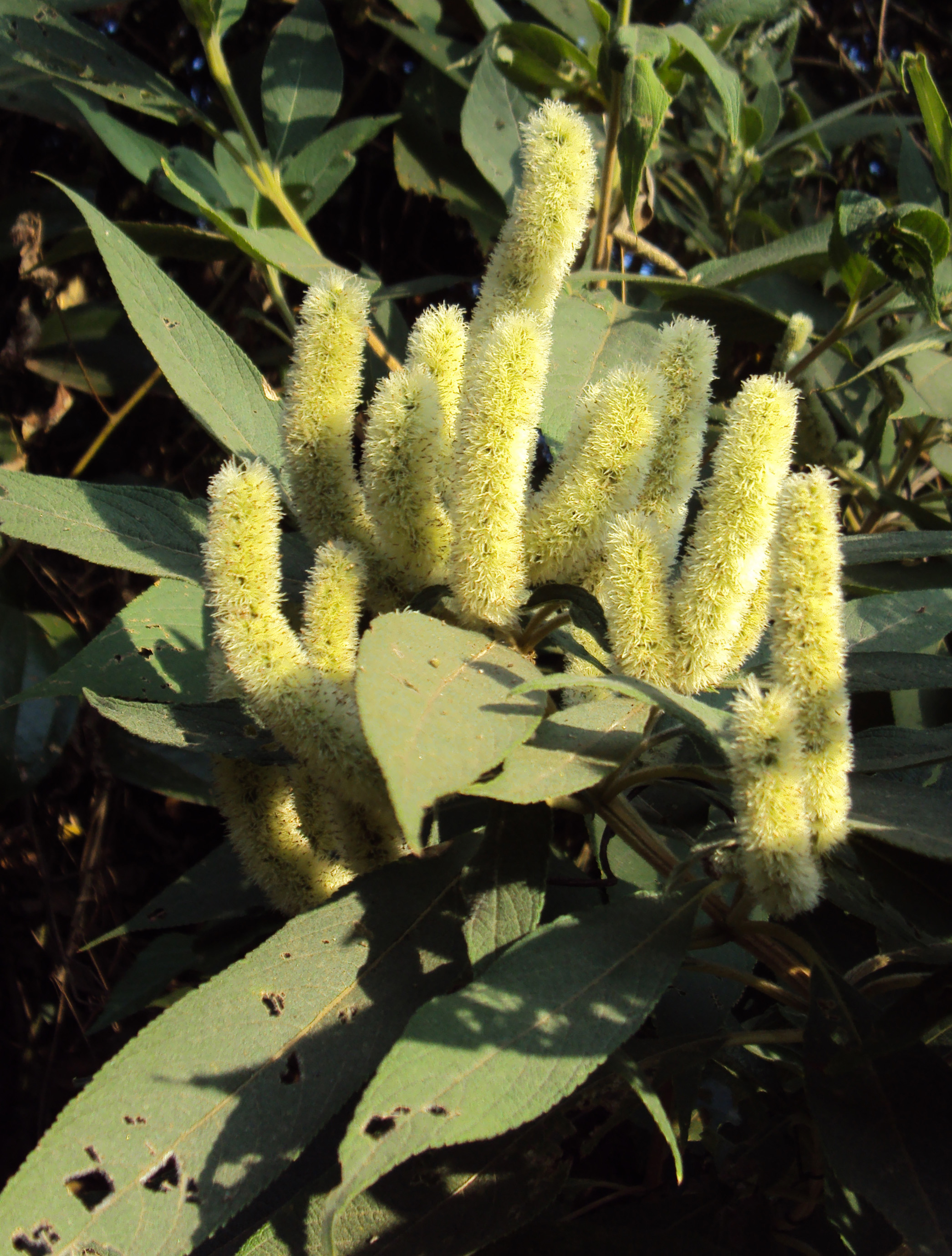
Colebrookea oppositifolia
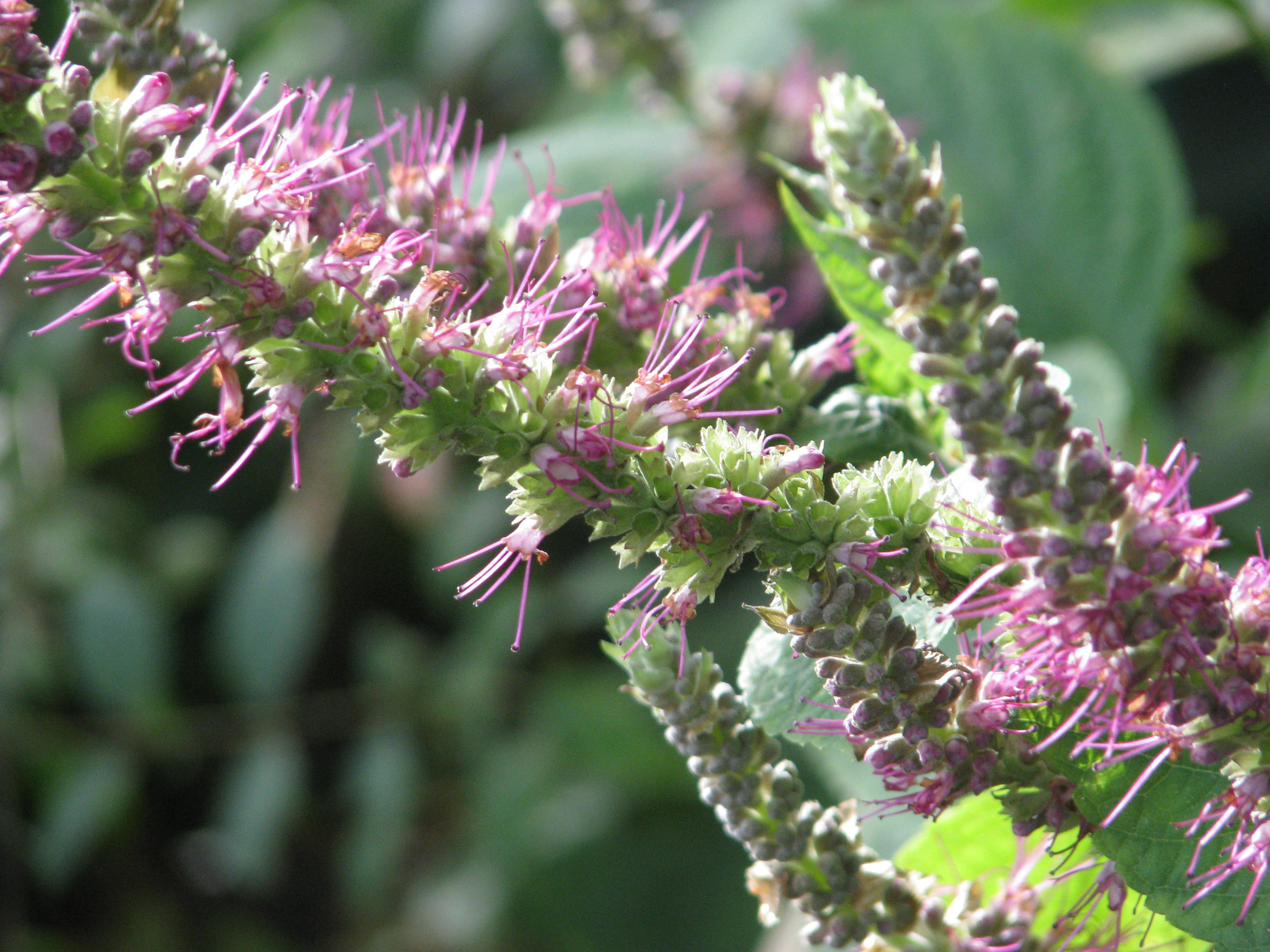
Comanthosphace formosana
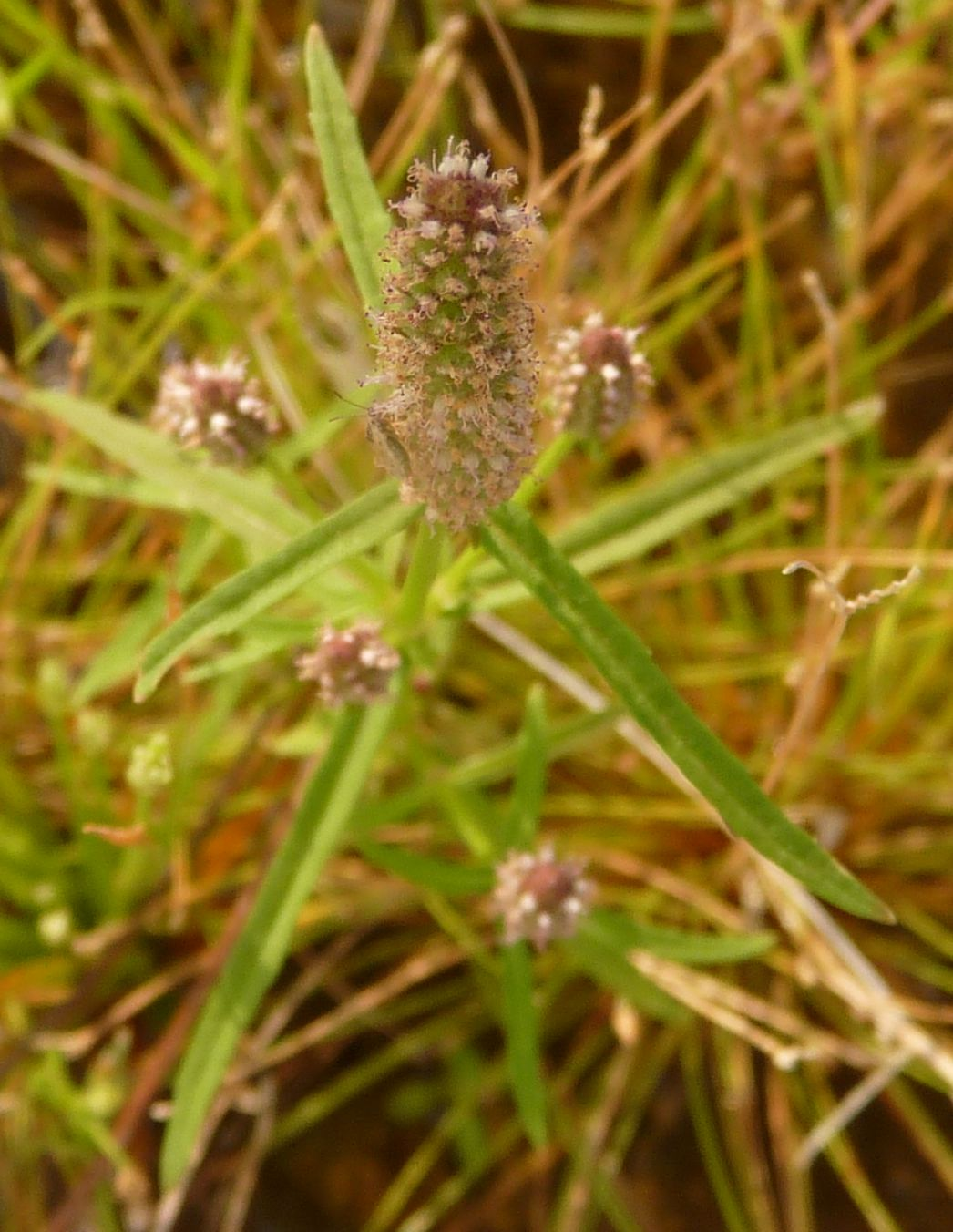
Pogostemon stellatus
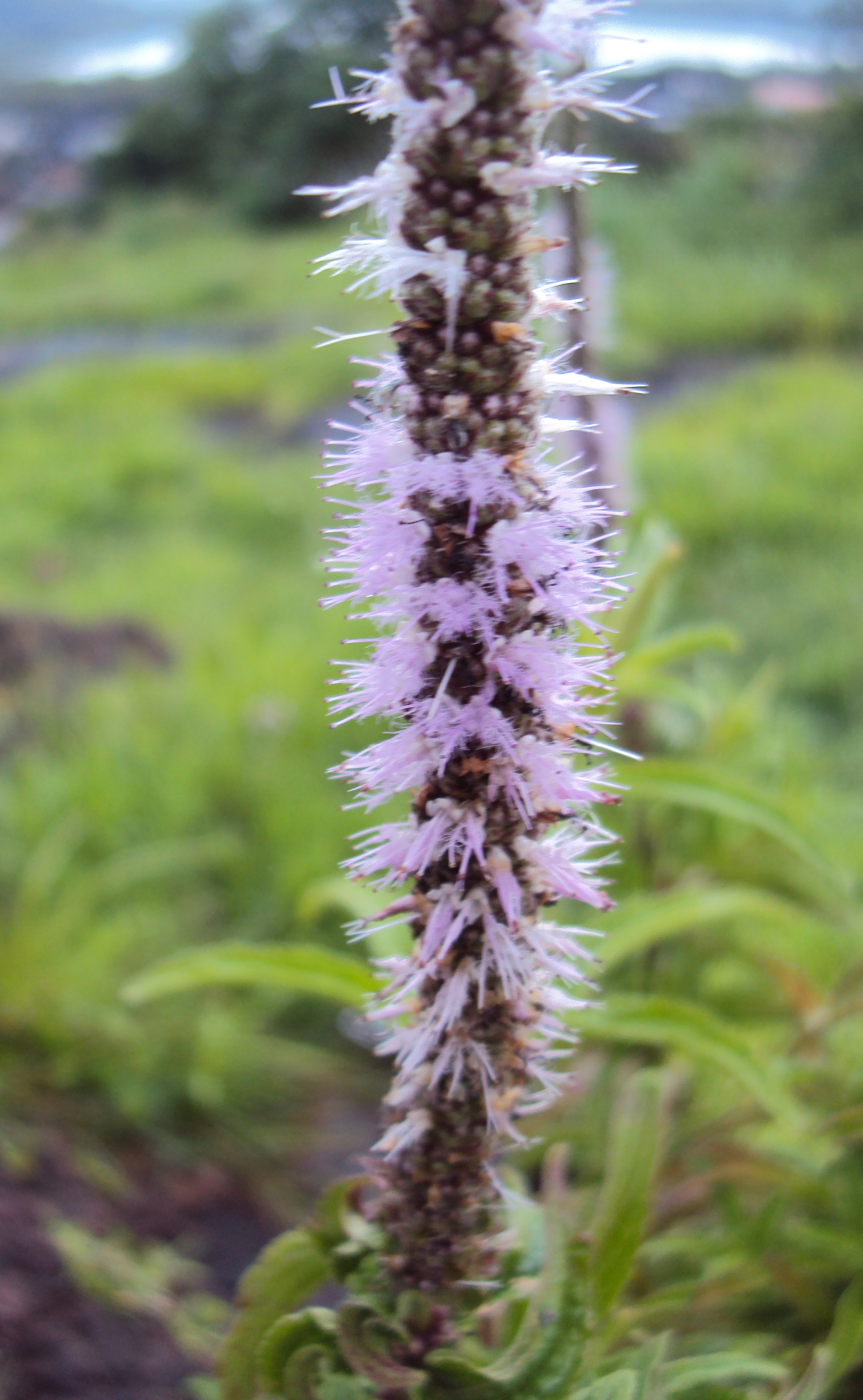
Pogostemon quadrifolius